# Regiões Ocidentais

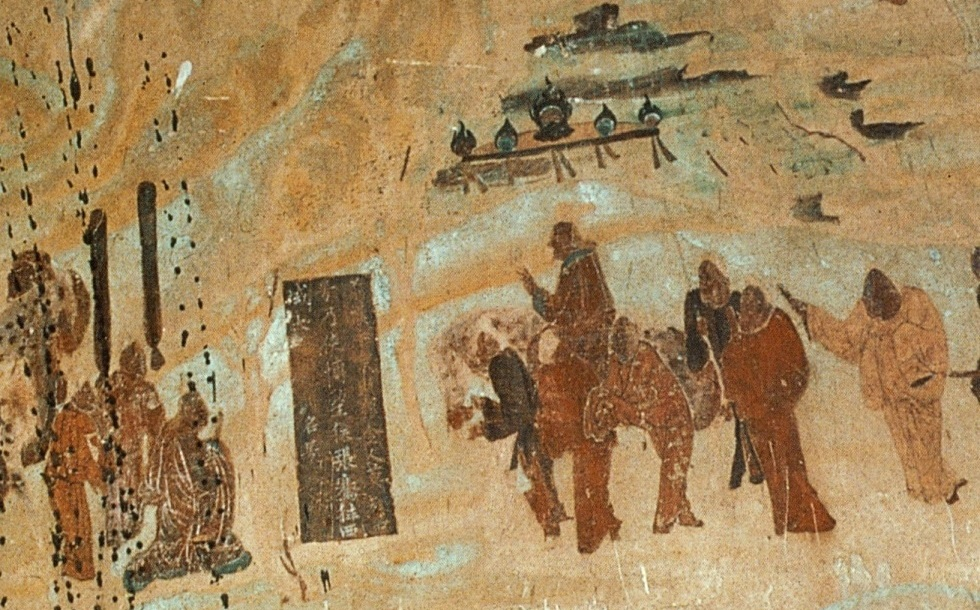
Mural nas Grutas de Mogao representando a expedição de Zhang Qian.

Regiões Ocidentais ou Xiyu (Hsi-yü; chinês: 西域) são uma designação usada por cronistas chineses entre os séculos III a.C. e VIII d.C. para territórios oeste ao passo de Yumen, localizados no entorno da bacia do Tarim, na atual província de Xinjiang (também conhecida como Altishahr), ou na área oriental do Vale de Fergana. Por vezes, esse termo também foi empregado num sentido mais geral para nomear outras regiões da Ásia Central, como a Pártia, ou mesmo a Índia, como acontece na novela Jornada ao Oeste.
Sem ser sinizada e palco de conflitos contra nômades durante séculos, essa área de fronteira foi particularmente estratégica como passagem obrigatória da chamada Rota da Seda.

## História
As primeiras atividades imperiais chinesas na região começaram em 138 a.C., quando o imperador Wu da Dinastia Han Ocidental enviou o diplomata Zhang Qian para uma missão de reconhecimento na Ásia Central. Zhang Qian sondou possíveis interesses comerciais dos chineses naquela região e buscou descobrir, afinal, quem eram os povos e reinos que habitavam o mundo ao oeste do Himalaia. Objetivava também tecer alianças contra os Xiongnu, nômades que ameaçavam invadir os estados chineses. Para certos fins, sua expedição não foi muito bem-sucedida, seja porque Zhang foi feito prisioneiro pelos Xiongnu durante seu retorno, seja porque os Báctrios, com quem tentou se aliar, entraram em conflito contra os chineses algumas décadas depois na Guerra dos Cavalos Celestiais. A despeito disso, porém, ela formou um conhecimento base para o envolvimento chinês posterior na região. Entre 104 e 102 a.C., o imperador Wu de Han expandiu a presença chinesa na área durante a guerra contra os Báctrios e, por volta de 60 a.C., o imperador Xuan fortaleceu-a através da fundação de um protetorado militar, o Protetorado das Regiões Ocidentais. Entretanto, por ser um posto avançado na fronteira, ele dependia da colaboração de vassalos locais, que gozavam de uma considerável autonomia. Tais eram frágeis os vínculos que o uniam com o trono que o protetorado precisou ser oficialmente reinstituído pelo Imperador Cao Wei após um turbulento período de guerra civil, culminado com a Revolta dos Turbantes Amarelos, durando desta vez até 328 d.C.

Campanha do imperador Taizong contra as Regiões Ocidentais (640–648)

No século VII os chineses ocuparam as Regiões Ocidentais de maneira mais ostensiva durante as guerras da Dinastia Tang contra o Grão-Canato Turco Ocidental, também conhecidas como Campanha do imperador Taizong contra as Regiões Ocidentais. Estabeleceram, na ocasião, um novo protetorado, batizado como Protetorado Geral para Pacificar o Oeste. Ele perdurou até meados do século VIII, quando os chineses perderam o controle do território após sua derrota na Batalha de Talas contra o Califado Abássida, abandonando de vez reivindicações de soberania na ocasião da guerra civil deflagrada pela Rebelião de An Lushan.
Nos mil anos seguintes outras dinastias chinesas exerceram graus variáveis de influência sobre as Regiões Ocidentais, sem retomarem o controle direto de seu território, de maneira que a designação gradualmente desapareceu. No século XVIII a Dinastia Qing conquistou parte da atual província de Xinjiang, denominando-a Turquestão Chinês, enquanto no século XIX o Império Russo expandiu-se até o leste dessa região.

## Rota da Seda
A despeito ou devido às várias reviravoltas envolvendo seu domínio político, as Regiões Ocidentais foram um ponto de passagem de primeira importância na Rota da Seda; efetivamente, o corredor terrestre que unia a China ao restante do mundo asiático, caminho obrigatório não apenas de combatentes, mas também de comerciantes, monges, peregrinos, missionários, artesãos, populações móveis tais como os judeus e cristãos nestorianos que chegaram em China e a habitaram. Foi através do seu translado que o budismo foi difundido em China; trajeto que, séculos depois, o monge Xuanzang faria num sentido oposto ao começar sua peregrinação de 17 anos em Índia, narrando suas experiências na obra Grandes Registros Tang sobre as Regiões Ocidentais. Marco Polo também as atravessou na sua visita à China.

### Citações
1. ↑  Tikhvinskiĭ, Sergeĭ Leonidovich and Leonard Sergeevich Perelomov (1981). China and her neighbours, from ancient times to the Middle Ages: a collection of essays. [S.l.]: Progress Publishers. p. 124
2. ↑  Zhao, Huasheng (2016). «Central Asia in Chinese Strategic Thinking». The new great game : China and South and Central Asia in the era of reform. Thomas Fingar. Stanford, California: Stanford University Press. 171 páginas. ISBN 978-0-8047-9764-1. OCLC 939553543